# Pierre Dezoteux de Cormatin
Pierre Marie Félicité Dezoteux, baron de Cormatin, né le 23 novembre 1753 à Paris et mort le 31 juillet 1812, est un militaire français qui a participé à la Chouannerie.

## Biographie
Son père, Claude-Armand Dezoteux était commissaire des guerres. Il avait épousé Jeanne de la Félonnière, veuve du marquis de Lignage. Le château de Cormatin dont se titra le baron, était la propriété de Geneviève Verne, veuve d'Antoine Viard de Sercy, lieutenant-général au bailliage de Mâcon, qu'il avait épousée à Paris le 24 avril 1784.

### Avant la Révolution
En 1772, il s'engage comme sous-lieutenant au régiment de cavalerie de Royal-Navarre, puis se préparant à une carrière diplomatique, il fait entre 1776 et 1780 de nombreux voyages en Grande-Bretagne, Espagne, Portugal, Maroc, Provinces-Unies, Pologne et Russie. Il y apprend l'allemand, l'anglais, l'italien et l'espagnol.
En 1780, il s'embarque pour l'Amérique sous les ordres du général Rochambeau. Il sert comme capitaine et aide de camp lors de la guerre d'indépendance américaine. Il prend part à la bataille de la baie de Chesapeake et participe à la prise des redoutes à la bataille de Yorktown. 
De retour en France en 1784, il épouse la baronne de Cormatin et prit ainsi le titre de baron de Cormatin.
Entre 1784 et 1788, il sert à l'état-major de l'armée, reçoit le grade de major et la distinction de chevalier de Saint-Louis.

### Pendant la Révolution française
Cormatin est d'abord favorable à la Révolution française et partisan de La Fayette, mais il finit par s'attacher à François Claude de Bouillé qui le nomme colonel. En 1790, on le trouve en Lorraine auprès du marquis de Bouillé, où il contribue dit-on, à réprimer l'émeute militaire de Nancy en août 1790. Nommé colonel par le roi au commencement de 1791, puis lieutenant-colonel dans la garde constitutionnelle du Roi.
Cormatin émigre en Angleterre après la chute de la Royauté le 10 août 1792 ; il est cependant mal accueilli par les émigrés qui lui reprochent son passé révolutionnaire. 
Après l’exécution de Louis XVI le 21 janvier 1793, il rentre en France en 1794 pour s'aboucher avec les chouans. Le général d'Andigné, témoin de ses agissements, dit qu'il avait plus d'apparence que de fond, qu'il excita par ses manœuvres les défiances de son parti sans désarmer ses ennemis.
Il se met aux ordres de Joseph de Puisaye qui en fait son lieutenant et le nomme maréchal de camp et major général des armées catholiques et royales de Bretagne, le 26 août 1794. 
À la suite du départ de Puisaye pour l'Angleterre en septembre 1794, dans le cadre de la politique de pacification voulue par la Convention et menée par les généraux Hoche (Armée des côtes de Brest) et Canclaux (Armée de l'Ouest), Cormatin ouvre des négociations avec les républicains, mais mis à part Boishardy, il n'a la confiance d'aucun des principaux chefs chouans, ni même celle de Hoche.
Puisaye avait, à son départ pour l'Angleterre, remis l'autorité entre ses mains; il en profite pour signer au nom de tous les chouans de Bretagne, de Normandie, du Bas-Maine et de l'Anjou, une suspension d'armes qui devait commencer le 3 janvier 1795. Puis il se fait donner la mission de traiter au nom de toute l'armée catholique, et, muni d'un sauf-conduit, se met à parcourir les provinces de l'Ouest. De Laval, il avait envoyé le 2 janvier 1795 une adresse à ses camarades et amis les engageant à lui faire parvenir à Nantes leur adhésion. 
Les négociations aboutissent donc malgré tout au traité de la Mabilais (20 avril 1795), mais la paix ne dure que jusqu'au 27 mai et Cormatin est arrêté chez Bollet par les républicains. Il est enfermé pendant quatre ans dans le fort de l'île Pelée puis à partir de 1800 au château de Ham. Il reste emprisonné jusqu'au 28 octobre 1802.
Après sa libération, il continue d'être surveillé par la police impériale jusqu'à sa mort en 1812.

## Sources
- « Pierre Dezoteux de Cormatin », dans Alphonse-Victor Angot et Ferdinand Gaugain, Dictionnaire historique, topographique et biographique de la Mayenne, Laval, A. Goupil, 1900-1910 [détail des éditions] (BNF 34106789, présentation en ligne), tome IV, p. 237.